# Lucas Gargallo
Lucas Gargallo (Bernal, Buenos Aires, 20 de febrero de 1995) es un baloncestista argentino que se desempeña como alero en San Martín de Corrientes de la Liga Nacional de Básquet de Argentina. 

## Trayectoria
Lucas Gargallo se formó en la cantera de Boca Juniors, club con el que jugó desde 2013 a 2020. Al desvincularse de la institución porteña fichó con Hispano Americano, equipo con el que jugaría una temporada promediando 10.1 puntos, 3.8 rebotes y 3.0 asistencias por partido. 
A mediados de 2021 acordó incorporarse a Comunicaciones por un año, pero fue cortado del plantel a mitad de temporada. En consecuencia retornó a la ciudad de Buenos Aires pero para sumarse a Ferro. En ese equipo jugó hasta culminar la temporada 2021-22, y luego renovó su contrato para permanecer allí en la temporada siguiente.
En julio de 2023, luego de haberse consagrado campeón de la Liga Nacional de Básquetbol de Paraguay con el Deportivo San José, fue fichado por San Martín de Corrientes.

### Clubes
| Club                     | País      | Año             |
| ------------------------ | --------- | --------------- |
| Boca Juniors             | Argentina | 2013 - 2020     |
| Hispano Americano        | Argentina | 2020 - 2021     |
| Comunicaciones           | Argentina | 2021            |
| Ferro                    | Argentina | 2022 - 2023     |
| Deportivo San José       | Paraguay  | 2023            |
| San Martín de Corrientes | Argentina | 2023 - Presente |

## Selección nacional
Gargallo fue jugador de los seleccionados juveniles de baloncesto de la Argentina, llegando a integrar el plantel que disputó el Campeonato Mundial de Baloncesto Sub-17 de 2012. También fue parte del equipo que conquistó el Campeonato Mundial de Baloncesto 3x3 Sub-18 en 2013. En esa ocasión jugó junto a Gabriel Deck, Nicolás Zurschmitten y Alejandro Zurbriggen.